# Darby and the Dead
Darby and the Dead ist eine US-amerikanische Filmkomödie von Silas Howard aus dem Jahr 2022. Die Hauptrollen werden von Riele Downs und Auliʻi Cravalho gespielt. Der Film wurde am 2. Dezember 2022 auf Hulu veröffentlicht. In Deutschland erschien er am 27. Januar 2023 auf Disney+.

## Handlung
Darby Harper erlebt als junges Mädchen eine Nahtoderfahrung, bei der ihre Mutter verstarb. Seitdem kann sie Kontakt zu bereits verstorbenen Menschen aufnehmen. Dies ist für sie eine Gabe wie auch Bürde zugleich, da nun Geister Hilfe von ihr wollen, die noch etwas auf der Erde zu erledigen haben. Darby ist so damit beschäftigt, dass sie ihr eigenes Leben vergisst und kaum Zeit für Freunde hat, einschließlich ihre besten Freundin Capricorn „Capri“ Donahue, und daher die meiste Zeit alleine verbringt.
Ihr Leben ändert sich jedoch als sie den neuen Schüler Alex kennen lernt und Capri, die mittlerweile die beliebteste Schülerin ist, bei dem Versuch sich die Haare zu glätten, stirbt. Capri taucht bei Darby auf und bitte sie ihre große „Sweet 17“-Geburtstagsparty zu schmeißen, bevor sie in den Himmel reist. Um das zu schaffen, muss Darby nicht nur beliebt werden, sondern auch noch Cheerleading lernen. Mit der Zeit und der Hilfe von Capri wird Darby immer beliebter. Dabei kommt sie auch James, der Freund von Capri, näher und verpasst dabei ein Date mit Alex. Capri kommt dahinter und wird eifersüchtig.
Am Tag der Party versucht Capri Kontakt zu James auf zu nehmen und verspottet Darby dabei. Diese ist gezwungen vor der gesamten Partygemeinschaft zu offenbaren, dass sie mit Geistern Kontakt hält. Anschließend wird sie wieder von allen ignoriert. Capri erkennt, dass sie einen Fehler gemacht hat und schließt mit Darby Frieden. Anschließend wird sie in den Himmel gerufen. Außerdem versöhnt sich Darby mit dem Cheerleading-Team und hält ihre Freundschaft zu James. Sie erkennt, dass auch Alex seit einem Unfall mit Geistern kommunizieren kann und verabredet sich mit ihm.

## Produktion
Im Oktober 2021 wurde bekannt gegeben, dass die 20th Century Studios das Spec Script Darby Harper Wants You to Know von Wenonah Wilms und Becca Greene erworben hatten. Der Film soll dabei von Silas Howard inszeniert werden und Storm Reid die Hauptrolle spielen. Reid und Robyn Simpson sollten den Film unter ihrer Produktionsfirma A Seed & Wings auch produzieren.
Bis Februar 2022 schlossen sich Riele Downs, Auliʻi Cravalho, Asher Angel, Chosen Jacobs und Derek Luke dem Film an. Dabei ersetzte Downs Reid ersetzte, die aufgrund von Terminkonflikten aus dem Projekt aussteigen musste. Die Dreharbeiten fanden zwischen Februar und September 2022 in Kapstadt, Südafrika, statt.
Der Film wurde später von Darby Harper Wants You to Know in Darby and the Dead umbenannt.

## Synchronisation
Die deutschsprachige Synchronisation entstand unter der Dialogregie von Christoph Drobig nach einem Dialogbuch von Martin Pfingstl und Kira Hinze durch die Synchronfirma digital images GmbH in Halle.
| Rolle                     | Darsteller      | Synchronsprecher         |
| ------------------------- | --------------- | ------------------------ |
| Darby Harper              | Riele Downs     | Elena Maria Pia Lorenzon |
| Alex                      | Chosen Jacobs   | Orlando Gzuk             |
| Ben Harper                | Derek Luke      | Alexander Pensel         |
| Bree                      | Genneya Walton  | Sarah Dostal             |
| Capricorn „Capri“ Donahue | Auliʻi Cravalho | Lin Gothoni              |
| Gary                      | Tony Danza      | Tommi Piper              |
| James Harris              | Asher Angel     | Adrian Djokić            |
| Mel                       | Wayne Knight    | Thomas Dehler            |
| Piper                     | Nicole Maines   | Wiebke Jakubicka-Yervis  |
| Todd                      | Dean Goldblum   | Jonas Schütte            |

## Rezeption
Das Lexikon des internationalen Films vergibt zweieinhalb von fünf Sternen und bemängelt, dass der Film „[e]in bisschen mau“ bleibe, „wenn es darum geht, aus dem Clash zwischen Teen-Befindlichkeiten und dem Paranormalen komische Funken zu schlagen.“
Auf dem Rezensionsaggregator Rotten Tomatoes hat der Film eine Zustimmungsrate von 54 % basierend auf 26 Rezensionen mit einer durchschnittlichen Bewertung von 5,2/10.  Auf Metacritic hat es eine Punktzahl von 51 von 100 basierend auf 7 Kritiken, was auf „gemischte oder durchschnittliche Bewertungen“ hinweist.